# Holocompsa scotaea
Holocompsa scotaea är en kackerlacksart som beskrevs av Morgan Hebard 1922. Holocompsa scotaea ingår i släktet Holocompsa och familjen Polyphagidae. Inga underarter finns listade i Catalogue of Life.